# TP莫伦格
TP莫伦格（TP Molunge ） 是一支位于民主刚果姆班达卡的足球俱乐部，目前为民主刚果最高级别联赛刚果民主共和国足球甲级联赛球队，球队主体育场为客可容纳2千人的莫伦格体育场（Molunge stadium）（页面存档备份，存于）

## 球队战绩
- 赤道省冠军: 2次

2002, 2005